# Leucocelis niveosticta
Leucocelis niveosticta är en skalbaggsart som beskrevs av Moser 1913. Leucocelis niveosticta ingår i släktet Leucocelis och familjen Cetoniidae. Inga underarter finns listade i Catalogue of Life.